# Vitol
Vitol – holenderskie przedsiębiorstwo działające na rynku towarowym. Handluje m.in. ropą naftową, węglem i gazem ziemnym. Ma dwie główne siedziby, jedna znajduje się w Rotterdamie, a druga w Genewie. Prezesem jest Ian Taylor.
Zostało założone w 1966 roku przez Henka Vietora i Jacques Detigera. Jego największymi konkurentami są Glencore i Trafigura. W 2012 roku uzyskała przychód w wysokości 303 mld dolarów. Rocznie dostarcza 400 mln ton ropy naftowej do swoich odbiorców. Zatrudnia 3 tys. osób.